# Le Plus Grand Cirque du monde
Pour plus de détails, voir Fiche technique et Distribution.
Le Plus Grand Cirque du monde (Circus World) est un film américain réalisé par Henry Hathaway, sorti en 1964.

## Synopsis
L'imprésario Matt Masters, propriétaire d'un grand cirque américain qui porte son nom, décide de faire une tournée en Europe malgré les réticences de son fidèle collègue Cap Carson, qui accepte tout de même de le suivre. Cap affirme par ailleurs qu'il n'est pas dupe et qu'il comprend que Matt espère retrouver Lili Alfredo, une trapéziste disparue quatorze ans plus tôt après s'être sentie responsable de la mort de son mari, le grand Flying Alfredo, décédé après une chute alors que Lili le trompait avec Matt. Lili est la mère de Toni Alfredo, écuyère et étoile montante du cirque, que Matt a élevée comme si elle était sa propre fille depuis le départ de sa mère. Celle-ci est amoureuse de Steve, qui interprète un cow-boy dans une mise en scène de western faisant intervenir un combat à cheval contre des Indiens. Par ailleurs, le jeune homme affirme ouvertement sa volonté de devenir un associé de Matt et de prendre à terme sa suite comme directeur du cirque.
Arrivé à Barcelone, le cirque subit un grave accident qui détruit la plupart des équipements, laissant Matt Masters et Cap Carson désemparés. Aux côtés de Steve et Toni, ils font néanmoins tout pour monter une nouveau cirque, travaillant pour un spectacle de western, le Ed Purdy Wild West Show, tout en recrutant de nouveaux artistes pour leur future équipe. Matt retrouve notamment Aldo Alfredo, dit Tojo le clown, le frère de Flying Alfredo (et donc l'oncle de Toni), qui accepte de rejoindre le projet de Matt. En Allemagne, ce dernier retrouve la trace de Lili mais elle disparaît avant son arrivée.
Plus tard, Lili assiste en cachette à une représentation du spectacle d'Ed Purdy et se retrouve à discuter avec Toni, à qui elle se présente sous le nom de Margot Angeli. Cap Carson la reconnaît et s'empresse de prévenir Matt, qui la rattrape mais ne peut finalement la retenir de partir à nouveau. À Madrid, alors qu'elle continue de cacher son identité à Toni, Lili accepte de rejoindre le nouveau cirque de Matt. En parallèle, Toni et Steve vivent leur amour en cachette, n'osant pas l'officialiser envers Matt, qui se comporte comme un père protecteur n'acceptant pas que Toni puisse être désormais une jeune femme libre. De leur côté, Matt et Lili comprennent qu'ils sont toujours amoureux l'un de l'autre.
Alors que le cirque s'est enfin doté d'un nouveau chapiteau, le spectacle est sur le point d'être monté pour la première fois à Vienne. Plusieurs péripéties viennent toutefois mettre en péril la reprise du cirque. D'abord, Aldo Alfredo, qui avait pourtant affirmé plus tôt que la mort de son frère faisait partie du passé, décide de se venger en laissant des messages à Toni pour qu'elle apprenne la vérité. La jeune femme, comprenant notamment que la mort de son père est un suicide à cause d'un triangle amoureux, exprime sa haine et sa colère envers Lili puis envers Matt qui lui avoue être l'amant de sa mère. Malgré ces tensions, Matt est bien décidé à maintenir la répétition générale qu'il doit alors mener, mais celle-ci tourne court car, dès la parade d'entrée, un incendie (probablement déclenché par Aldo) se déclare et ravage progressivement une partie du nouveau chapiteau. La gestion de l'incendie permet toutefois un rapprochement entre Toni et sa mère, sous les yeux apaisés d'Aldo.
Malgré les importants dégâts matériels, la première du spectacle a lieu le soir même. Lili et Toni, désormais complices, interprètent un duo de corde aérienne. À la fin de leur numéro, elles sont accueillies par Steve et Matt. Visiblement heureux, ils saluent le public avec de larges sourires.

## Fiche technique
- Titre : Le Plus Grand Cirque du monde
- Titre original : Circus World
- Réalisation : Henry Hathaway, assisté de Richard Talmadge
- Scénario : Ben Hecht, Julian Halevy et James Edward Grant d'après une histoire originale de Philip Yordan et Nicholas Ray
- Production : Samuel Bronston et Michael Waszynski (producteur associé exécutif)
- Musique composée et dirigée par Dimitri Tiomkin
- Photographie : Jack Hildyard
- Montage : Dorothy Spencer
- Décors : John De Cuir
- Costumes : Renie
- Pays de production :  États-Unis
- Langue originale : anglais
- Filmé en Super Technirama-70, couleur par Technicolor
- Avec le cirque Althoff avec Franz Althoff, conseiller technique
- Tourné entièrement aux Studios Bronston, Madrid
- Distribution Europe : The Rank Organisation
- Genre : comédie dramatique, romance
- Durée : 136 minutes
- Dates de sortie :
  - États-Unis : 25 juin 1964
  - France : 10 février 1965
- Affiche : Jean Mascii (France)

### Production
Le film a été tourné en Espagne, à Barcelone (Grand théâtre du Liceu, Douane de mer, Port Vell), Madrid (parque del Retiro) ; (Studios Samuel Bronston, Plaza de toros de Chinchón, Vicálvaro), Aranjuez et Tolède, ainsi qu'à Londres et Paris.

## Distribution
- John Wayne (VF : Raymond Loyer) : Matt Masters
- Claudia Cardinale (VF : Michèle Bardollet) : Toni Alfredo
- Rita Hayworth (VF : Nathalie Nerval ; doublure trapèze : Maryse Begary) : Lili Alfredo / Margot Angeli
- Lloyd Nolan (VF : André Valmy) : Cap Carson
- Richard Conte (VF : Pierre Gallon) : Aldo Alfredo
- John Smith (VF : Marc Cassot) : Steve McCabe
- Katharyna (VF : Anne Caprile) : Giovana
- Katherine Kath : Hilda
- Wanda Rotha (VF : Olga Valery) : Mme Schuman
- Hans Dantès : Emile Schuman
- Miles Malleson (VF : Maurice Porterat) : Billy Hennigan
- Moustache (VF : Henry Djanik) : Barman
- Kay Walsh : Flo Hunt

## Distinctions
- Golden Globes 1965 : 
  - Meilleure chanson pour Dimitri Tiomkin (compositeur) et Ned Washington (parolier) pour Circus World
  - Nomination comme meilleure actrice pour Rita Hayworth
- Laurel Awards 1965 : 4e place comme meilleur acteur pour John Wayne

## Autour du film
- Frank Capra devait à l’origine diriger le film. À la suite d'un désaccord avec le scénariste James Edward Grant, Henry Hathaway le remplaça[1].
- La scène de l’incendie faillit coûter la vie à John Wayne. L’acteur, cerné par les flammes, ne vit pas que l’incendie se propageait dangereusement. Il continuait à jouer son personnage alors que toute l’équipe s’était déjà enfuie. Il s’en sortit in extremis à moitié asphyxié[1].
- John Wayne insista pour que ce soit Rita Hayworth qui interprète le rôle de Lili Alfredo prévu initialement pour Lilli Palmer[2].
- Le chapiteau visible dans le film est celui du Circus Franz Althoff (aujourd'hui disparu).